# Charlie Pikulinsky
Charlie George Henrik Pikulinsky, född 30 april 1922 i Helsingfors, död 7 maj 2013 i Sollentuna församling, Stockholms län, var en finländsk-svensk trädgårdsarkitekt. 
Pikulinsky, som var son till civilingenjör George Pikulinsky och Ingrid Nassokin-Pikulinsky, avlade studentexamen i Helsingfors. Han blev konsult hos trädgårdsarkitekt Carl Blomkvist i Lidingö 1946 och var därefter chef för ritkontoret till 1954. Han blev delägare och avdelningschef Elfviks trädgårdsanläggningsfirma 1954 och var verksam som konsulterande trädgårdsarkitekt från 1961. Han företog studieresor till Nederländerna, Tyskland och Spanien. Bland hans verk märks park- och badanläggningar och arbeten för Svinninge gård i Åkersberga, hyreshus i Stockholm och villor. Han skrev artiklar i Lidingö Tidning. Pikulinsky är begravd på Norra begravningsplatsen utanför Stockholm.